# Henry Draper-kataloget
Henry Draper-kataloget er et astronomisk stjernekatalog, som indeholder position og spektralklasse for 225 300 stjerner fordelt over hele himlen. Man henviser til en stjerne i kataloget med forkortelsen HD efterfulgt af et løbenummer. For eksempel har Polaris betegnelsen HD 8890.

## Historisk baggrund
Kataloget blev udarbejdet af Anny Jump Cannon og hendes gruppe af kvindelige medarbejdere ved Harvard College Observatory under ledelse af Edward Charles Pickering. Det blev udgivet i ni bind mellem 1918 og 1924. I 1949 blev det udvidet med 133 783 stjerner til at omfatte i alt 359 083, "HD Extension". Kataloget kan tilgås på den astronomiske database Centre de Données astronomique de Strasbourg.
Katalogets stjerner har en midlet størrelsesklasse på ned til 9m, hvilket er ca. 50 gange svagere end, hvad man kan se med det blotte øje. HD-katalognumrene anvendes i dag for stjerner, som hverken har en Bayer-betegnelse eller en Flamsteed-betegnelse. Katalogets stjerner er sorteret efter voksende rektascension og gælder for epoken B1900.0. For stjerner i det udvidede katalog benyttes forkortelsen HDE (HD extension) eller blot HD, da nummereringen er entydig.
Kataloget er navngivet til ære for Henry Draper, der var læge og amatørastronom og en pioner inden for astrofotografering; han fotograferede Månen og optog stjernespektre. Hans kone, Mary Anna Draper, var medarbejder i projektet. Efter mandens død i 1882 finansierede hun den kikkert, som blev anvendt til optagelse af stjernespektre til kataloget og udgivelsen af dette.
Antonia Maury foreslog en klassifikation af stjerner efter deres spektre, hvori spektrallinjernes bredde indgik. Denne blev afvist af Pickering og andre. Men i 1908 erkendte den danske astronom Ejnar Hertzsprung nytten af hendes klassifikation og skrev skarpt til Pickering: 
| Citat | Efter min opfattelse er Antonia Maurys adskillelse af c- og ac-stjerner det største fremskridt inden for klassifikation af stjerner siden de første forsøg af Vogel og Secchi ... At se bort fra c-egenskaberne i solspektret, synes jeg, er næsten det samme som hvis en zoolog, der har opdaget væsentlige forskelle på en hval og en fisk, ville fortsætte med at klassificere dem sammen. Ejnar Hertzsprung | Citat |
|       | |       |

Herzsprung brugte forskelle i bredden af stjerners spektrallinjer til at indføre en opdeling i kæmpestjerner og dværgstjerner, hvilket lagde grundlaget for Hertzsprung-Russell-diagrammet.